# Avirostrum grisea
Avirostrum grisea är en fjärilsart som beskrevs av George Francis Hampson 1905. Avirostrum grisea ingår i släktet Avirostrum och familjen nattflyn. Inga underarter finns listade i Catalogue of Life.